# Suining, Shaoyang
Suining är ett härad som lyder under Shaoyangs stad på prefekturnivå i Hunan-provinsen i södra Kina.